# Vjatjeslav Paschalov
Vjatjeslav Viktorovitj Paschalov (ryska: Вячеслав Викторович Пасхалов), född 14 maj (gamla stilen: 2 maj) 1873 i Moskva, död 26 december 1951 i Leningrad, var en rysk musikolog. 
Paschalov studerade främst folkmusik och utgav, av honom harmoniserade ryska folkvisor samt "Chopin och den polska folkmusiken" förutom talrika mindre musiketnologiska avhandlingar. Han var musikbibliotekarie i Moskva.